# پیتر زونتا
پیتر زونتا (انگلیسی: Peter Žonta؛ زادهٔ ۹ ژانویهٔ ۱۹۷۹) اسکی‌باز پرش اهل اسلوونی است.